# Discografia di Alfa
La discografia di Alfa, cantautore pop rap italiano, è costituita da tre album in studio, due mixtape, trentotto singoli e ventitré video musicali (inclusi quelli come artista ospite), pubblicati dal 2017.

## Album in studio
| Anno                                                         | Titolo | Classifiche | Certificazioni | Unità                                       |
| Anno                                                         | Titolo | ITA         | Certificazioni | Unità                                       |
| ------------------------------------------------------------ | --- | ----------- | -------------- | ------------------------------------------- |
| 2019                                                         | Before Wanderlust (con Yanomi) - Pubblicato: 13 dicembre 2019 - Etichetta: Artist First, Wanderlust Society - Formati: CD, download digitale, streaming                         | 20          | - ITA: Platino | - ITA: 50 000+                              |
| 2021                                                         | Nord - Pubblicato: 14 maggio 2021 - Etichetta: Artist First, Wanderlsut Society - Formati: CD, LP, download digitale, streaming                                                 | 14          | - ITA: Oro     | - ITA: 25 000+                              |
| 2024                                                         | Non so chi ha creato il mondo ma so che era innamorato - Pubblicato: 16 febbraio 2024 - Etichetta: Artist First, Wanderlsut Society - Formati: LP, download digitale, streaming | 1           | - ITA: Platino | - ITA: 75 000+ (inclusa la versione deluxe) |
| "—" indica una pubblicazione non classificata in quel paese. | |             |                |                                             |

## Mixtape
| Anno | Titolo                                                                                       |
| ---- | -------------------------------------------------------------------------------------------- |
| 2017 | Mondo Immobile Mixtape - Pubblicato: 15 gennaio 2017 - Formati: download digitale, streaming |
| 2017 | Alfa-Omega - Pubblicato: 14 ottobre 2017 - Formati: Download digitale, streaming             |

## Singoli

### Come artista principale
| Anno                                                         | Titolo                                        | Classifiche | Classifiche | Classifiche | Classifiche | Classifiche | Classifiche | Certificazioni     | Unità              | Album di provenienza                                            |
| Anno                                                         | Titolo                                        | ITA         | BLR         | FRA         | KAZ         | MDA         | SWI         | Certificazioni     | Unità              | Album di provenienza                                            |
| ------------------------------------------------------------ | --------------------------------------------- | ----------- | ----------- | ----------- | ----------- | ----------- | ----------- | ------------------ | ------------------ | --------------------------------------------------------------- |
| 2018                                                         | Dove sei?                                     | —           | —           | —           | —           | —           | —           | - ITA: Oro         | - ITA: 50 000+     | Before Wanderlust                                               |
| 2018                                                         | Prima o poi (con ¥EM)                         | —           | —           | —           | —           | —           | —           |                    |                    | /                                                               |
| 2018                                                         | Disegno                                       | —           | —           | —           | —           | —           | —           | Before Wanderlust  |                    |                                                                 |
| 2019                                                         | Tempo al tempo (con Yanomi)                   | —           | —           | —           | —           | —           | —           | Before Wanderlust  |                    |                                                                 |
| 2019                                                         | Testa tra le nuvole, Pt. 1 (con Yanomi)       | 73          | —           | —           | —           | —           | —           | Before Wanderlust  | - ITA: Platino     | - ITA: 70 000+                                                  |
| 2019                                                         | Cin cin (con Yanomi)                          | 10          | —           | —           | —           | —           | —           | Before Wanderlust  | - ITA: Platino (4) | - ITA: 400 000+                                                 |
| 2019                                                         | Wanderlust! (con Yanomi)                      | 49          | —           | —           | —           | —           | —           | Before Wanderlust  | - ITA: Oro         | - ITA: 50 000+                                                  |
| 2019                                                         | Il giro del mondo (con Yanomi)                | 100         | —           | —           | —           | —           | —           | Before Wanderlust  | - ITA: Oro         | - ITA: 50 000+                                                  |
| 2020                                                         | Testa tra le nuvole, Pt. 2 (con Yanomi)       | 11          | —           | —           | —           | —           | —           | - ITA: Platino     | - ITA: 100 000+    | Nord                                                            |
| 2020                                                         | Sul più bello (Out of My League) (con Yanomi) | 50          | —           | —           | —           | —           | —           | - ITA: Platino     | - ITA: 100 000+    | Nord                                                            |
| 2020                                                         | San Lorenzo (feat. Annalisa)                  | 53          | —           | —           | —           | —           | —           | - ITA: Platino     | - ITA: 100 000+    | Nord                                                            |
| 2021                                                         | Snob (feat. Rosa Chemical)                    | —           | —           | —           | —           | —           | —           |                    |                    | Nord                                                            |
| 2021                                                         | Bevo tutta la notte (feat. Drast e Olly)      | —           | —           | —           | —           | —           | —           |                    |                    | Nord                                                            |
| 2021                                                         | Ci sarò                                       | 97          | —           | —           | —           | —           | —           | - ITA: Platino     | - ITA: 100 000+    | /                                                               |
| 2021                                                         | Lentiggini (con Fudasca e Tredici Pietro)     | —           | —           | —           | —           | —           | —           |                    |                    | /                                                               |
| 2022                                                         | Serenata (From "Forever Out of My League")    | —           | —           | —           | —           | —           | —           |                    |                    | /                                                               |
| 2022                                                         | Parigi                                        | —           | —           | —           | —           | —           | —           | - ITA: Oro         | - ITA: 50 000+     | /                                                               |
| 2022                                                         | You Make Me So Happy (con Mr. Gabriel)        | —           | —           | —           | —           | —           | —           |                    |                    | /                                                               |
| 2022                                                         | Cerco un posto                                | —           | —           | —           | —           | —           | —           |                    |                    | /                                                               |
| 2022                                                         | 5 minuti                                      | —           | —           | —           | —           | —           | —           |                    |                    | /                                                               |
| 2023                                                         | Le cose in comune                             | —           | —           | —           | —           | —           | —           | - ITA: Oro         | - ITA: 50 000+     | /                                                               |
| 2023                                                         | Bellissimissima                               | 4           | —           | —           | —           | —           | —           | - ITA: Platino (5) | - ITA: 500 000+    | /                                                               |
| 2023                                                         | Sofia                                         | 63          | —           | —           | —           | —           | —           |                    |                    | Non so chi ha creato il mondo ma so che era innamorato          |
| 2024                                                         | Vai!                                          | 9           | —           | —           | —           | —           | 72          | - ITA: Platino (2) | - ITA: 200 000+    | Non so chi ha creato il mondo ma so che era innamorato          |
| 2024                                                         | Sogna, ragazzo, sogna (con Roberto Vecchioni) | 34          | —           | —           | —           | —           | —           | - ITA: Oro         | - ITA: 50 000+     | /                                                               |
| 2024                                                         | Vabbè ciao                                    | 65          | —           | —           | —           | —           | —           | - ITA: Oro         | - ITA: 50 000+     | Non so chi ha creato il mondo ma so che era innamorato          |
| 2024                                                         | Il filo rosso                                 | 1           | —           | —           | —           | —           | —           | - ITA: Platino     | - ITA: 100 000+    | Non so chi ha creato il mondo ma so che era innamorato (Deluxe) |
| 2025                                                         | A me mi piace (feat. Manu Chao)               | 1           | 29          | 171         | 7           | 89          | —           | - ITA: Oro         | - ITA: 100 000+    | Non so chi ha creato il mondo ma so che era innamorato (Deluxe) |
| "—" indica una pubblicazione non classificata in quel paese. |                                               |             |             |             |             |             |             |                    |                    |                                                                 |

### Come artista ospite
| Anno | Titolo                                               | Album di provenienza |
| ---- | ---------------------------------------------------- | -------------------- |
| 2018 | Zero pensieri (Mfadda feat. Alfa, Joe Viegas)        | /                    |
| 2019 | Best seller (Olly feat. Alfa)                        | /                    |
| 2019 | No money (Plasma 8003 feat. Alfa e Olly)             | /                    |
| 2020 | Mancavi tu (Peppe Soks feat. Alfa)                   | Stella del Sud       |
| 2021 | Ti amo ma (Tecla feat. Alfa)                         | /                    |
| 2021 | Faccio un casino (Tecla feat. Alfa)                  | /                    |
| 2022 | Sincero (Mr. Rain feat. Alfa)                        | /                    |
| 2022 | Cuore in gola (Alexander Rya feat. Alfa)             | /                    |
| 2022 | Snap (Rosa Linn feat. Alfa)                          | Snap Pack            |
| 2024 | Universe (tra Marte e Venere) (Rosa Linn feat. Alfa) | /                    |

## Altri brani entrati in classifica
| Anno | Titolo | Classifiche | Album di provenienza                                            |
| Anno | Titolo | ITA         | Album di provenienza                                            |
| ---- | ------ | ----------- | --------------------------------------------------------------- |
| 2025 | Anna   | 79          | Non so chi ha creato il mondo ma so che era innamorato (Deluxe) |

## Collaborazioni
| Anno | Titolo                                                         | Album di provenienza   |
| ---- | -------------------------------------------------------------- | ---------------------- |
| 2018 | Oggi (Matsby feat. Alfa)                                       | Punto Zero             |
| 2019 | Black Room Posse (Eames feat. Gorka, Fjlo, Kuruk, Olly e Alfa) | IV                     |
| 2019 | Calamite (Eames feat. Alfa)                                    | Tempesta               |
| 2021 | Amsterdam (Annalisa feat. Alfa)                                | Nuda10                 |
| 2021 | Semplice (Giordana Angi feat. Alfa)                            | Mi muovo               |
| 2021 | Poi ti spiego (Valerio Mazzei feat. Alfa)                      | Mi odi ma              |
| 2022 | Pokémon (Cristina D'Avena feat. Alfa)                          | 40 - Il sogno continua |

## Autore per altri artisti
| Anno | Titolo    | Artisti                                                   |
| ---- | --------- | --------------------------------------------------------- |
| 2022 | Richman   | Chiara Grispo                                             |
| 2022 | Mama      | Epoque e Davinhor                                         |
| 2022 | Meno sola | Federica Andreani                                         |
| 2024 | Immagina  | Fudasca feat. Tredici Pietro, Francesca Michielin e Mecna |

## Video musicali
| Anno | Titolo                                      | Regista/i                          |
| ---- | ------------------------------------------- | ---------------------------------- |
| 2018 | Dove sei?                                   | Guido Bregante                     |
| 2018 | Disegno                                     | Guido Bregante                     |
| 2019 | Tempo al tempo                              | Guido Bregante                     |
| 2019 | Testa tra le nuvole, Pt. 1                  | Nicholas Baldini                   |
| 2019 | Cin cin (vertical video)                    | Nicholas Baldini                   |
| 2019 | Wanderlust!                                 | Nicholas Baldini                   |
| 2019 | Il giro del mondo                           | Nicholas Baldini                   |
| 2020 | Testa tra le nuvole, Pt. 2 (vertical video) | Nicholas Baldini                   |
| 2020 | Sul più bello                               | Nicholas Baldini                   |
| 2020 | San Lorenzo                                 | William9                           |
| 2021 | Snob                                        | Guido Bregante e Tommaso Bordonaro |
| 2021 | Bevo tutta la notte                         | Guido Bregante e Tommaso Bordonaro |
| 2021 | Ci sarò                                     | Guido Bregante e Tommaso Bordonaro |
| 2022 | You Make Me So Happy                        | Matteo Croci                       |
| 2022 | Cerco un posto                              | Filiberto Signorello, Zeno         |
| 2022 | 5 minuti                                    | Filiberto Signorello               |
| 2023 | Le cose in comune (vertical video)          | Filiberto Signorello               |
| 2023 | Bellissimissima                             | Filiberto Signorello               |
| 2023 | Sofia (vertical video)                      | Filiberto Signorello               |
| 2024 | Vai!                                        | Filiberto Signorello               |
| 2024 | Vabbè ciao                                  | Filiberto Signorello               |
| 2024 | Il filo rosso                               | Filiberto Signorello               |
| 2025 | A me mi piace                               | Filiberto Signorello               |